# Ringwall Etsdorf
Der Ringwall Etsdorf ist eine abgegangene Wallburg auf dem 631 m ü. NHN hohen Gipfel des Friedrichsberges etwa 1900 Meter nordöstlich der Ortsmitte von Etsdorf, einem Gemeindeteil der Gemeinde Freudenberg im Landkreis Amberg-Sulzbach in Bayern.
Die Datierung der Wallanlage ist unklar, sie wird als vor- und frühgeschichtlich oder mittelalterlich eingeschätzt. Erhalten hat sich von der Befestigung nur ein runder, aus Geröllsteinen bestehender Ringwall mit einem Durchmesser von 16 oder 20 Meter und einer Höhe von einem halben bis einem Meter.
Heute ist der Burgstall als Bodendenkmal D-3-6538-0018 „Verebnete Wallanlage vor- und frühgeschichtlicher Zeitstellung oder des Mittelalters“ vom Bayerischen Landesamt für Denkmalpflege erfasst.